# Mesorgerius breviceps
Mesorgerius breviceps är en insektsart som beskrevs av Alexander Fyodorovich Emeljanov 1972. Mesorgerius breviceps ingår i släktet Mesorgerius och familjen Dictyopharidae. Inga underarter finns listade i Catalogue of Life.